# Frédéric Mermoud
Pour les articles homonymes, voir Mermoud.
Frédéric Mermoud, né le 23 juillet 1969 à Sion, est un réalisateur suisse.

## Biographie

### Origines et famille
Frédéric Mermoud naît le 23 juillet 1969 à Sion, dans le canton du Valais. Il est originaire de Venthône, dans le même canton. Il grandit à Sion. 
Son père est directeur d'une école d'éducateurs et son parrain propriétaire de plusieurs salles de cinéma à Sion. 
Marié à une Parisienne et père de trois enfants, il vit dans la capitale française depuis 2001.  

### Études et parcours professionnel
Il fait ses études secondaires au collège des Creusets, où il joue dans un groupe de théâtre.  
Il termine en 1994 des études de lettres puis de philosophie du langage à l’Université de Genève. Son mémoire est intitulé La conscience chez Husserl.  
Après avoir travaillé une année comme assistant à l'université, il commence une formation de réalisateur à l’ECAL (Lausanne), dont il sort diplômé en 1999.  
Il est enseignant à l'ECAL en 2009.  

### Parcours cinématographique
Il a réalisé de nombreux courts métrages, dont L'Escalier, Prix du cinéma suisse en 2004 et Rachel, nommé aux César en 2008. Complices, son premier long métrage (2009) est sélectionné en compétition au Festival de Locarno et reçoit le Prix du cinéma suisse du meilleur scénario. En 2012 il réalise 4 épisodes de la série désormais culte, Les revenants, récompensée d’un Emmy Award, avant de sortir son deuxième long-métrage, Moka, en 2016, thriller psychologique sur les rives du Léman avec Emmanuelle Devos et Nathalie Baye. Récemment, il a tourné 6 épisodes de la série Engrenages (2017) pour Canal+ ainsi que Sirius, son chapitre de la collection Ondes de choc, produite par Bande à part Films et la RTS. En 2019, il réalise Criminal : France, produit par Netflix, et y dirige à nouveau Nathalie Baye, ainsi que Jérémie Renier et Sara Giraudeau. 
Frédéric Mermoud est membre fondateur en 2010 de la société de production Bande à part Films, aux côtés d’Ursula Meier, Lionel Baier et Jean-Stéphane Bron. 

## Filmographie

### Cinéma

#### Courts métrages
- 1995 : Le baiser
- 1997 : Aller-retour
- 1998 : Son jour à elle
- 1999 : Les Électrons libres
- 2003 : L'Escalier (meilleur court-métrage au Festival du film de Cabourg et grand prix du jury du Festival du cinéma européen de Lille)
- 2006 : Rachel
- 2007 : Le Créneau

#### Longs métrages
- 2008 : Complices
- 2016 : Moka
- 2023 : La Voie royale

### Télévision
- 2004 : Bonhomme de chemin (téléfilm)
- 2012 : Les Revenants (série télévisée)
- 2018 : Sirius (téléfilm), dans la collection Ondes de choc
- 2019 : Criminal : France (série télévisée)
- 2022 : L'île aux 30 cercueils (série télévisée)